# سیارک ۷۵۳۰۸
سیارک ۷۵۳۰۸ (به انگلیسی: 75308 Shoin، نامگذاری:1999XY37) هفتاد و پنج هزار و سیصد و هشتمین سیارک کشف شده است که در ۷ دسامبر ۱۹۹۹ کشف شد.